# Métropole

Métropole ve Francii

Métropole je ve Francii forma užší spolupráce mezi obcemi a městskými společenstvími na území, které musí mít alespoň 500 000 obyvatel. Tato meziměstská spolupráce vychází ze zákona o reformě územních společenství č. 2010-1563 ze 16. prosince 2010. Métropole se liší od klasických obecních (městských) společenství (communauté urbaine nebo communauté d'agglomération) tím, že vykonává nejen samosprávu delegovanou na ní členskými obcemi, ale zároveň má kompetence státní správy, které obvykle náleží departementům či regionům. Jako první byla k 1. 1. 2012 zřízena Métropole Nice Côte d'Azur pro aglomeraci města Nice. Od 1. 1. 2015 existují Communauté urbaine de Toulouse Métropole (Toulouse), Métropole Européenne de Lille (Lille), Communauté urbaine de Bordeaux (Bordeaux), Nantes Métropole (Nantes), Strasbourg Eurométropole (Štrasburk), Rennes Métropole (Rennes), Communauté d'agglomération Rouen-Elbeuf-Austreberthe (Rouen), Communauté d'agglomération Grenoble Alpes Métropole (Grenoble), Communauté d'agglomération Montpellier Agglomération (Montpellier) a Brest métropole océane (Brest), které nahradily dosavadní společenství. Další přibyla 1. 1. 2015 – Métropole de Lyon, která však nemá status meziměstského společenství, ale collectivité territoriale s volenou radou. 1. ledna 2016 vznikly Métropole d'Aix-Marseille-Provence a Métropole du Grand Paris, obě se zvláštním statusem.

## Kompetence
Na rozdíl od městských společenství a veřejných institucí mohou být na métropole přeneseny pouze ty pravomoci, které stanovuje zákon. Instituce, které delegovaly některé ze svých pravomocí na métropole, již v těchto v těchto oblastech nemohou působit.
Ze samosprávy obcí mohou být na métropole přeneseny:
- oblast ekonomického, sociálního a kulturního rozvoje a plánování:
  - zakládání, plánování a správa průmyslových, obchodních, terciárních, uměleckých, turistických, přístavních nebo leteckých zón
  - ekonomický rozvoj
  - výstavba, plánování a údržba kulturních, společensko-kulturních, společensko-výchovných a sportovních zařízení
- oblast plánování:
  - městské územní plánování
  - zóny rozvoje
  - organizace městské dopravy, tvorba a správa silnic, dopravní značení, parkoviště
- oblast bytové politiky:
  - Programme local de l'habitat (Místní program bydlení) – sociální byty
  - finanční pomoc sociálního bydlení a znevýhodněných osob
  - zlepšování vybavení veřejných parků, rekonstrukce a odstraňování závadného bydlení
- oblast městské bezpečnosti:
  - rozvoj města a hospodářská a sociální integrace
  - prevence kriminality
- oblast správy veřejných služeb:
  - čistírny a pitná voda
  - hřbitovy a krematoria
  - jatka a velkoobchod
  - požární a bezpečnostní služby
- oblast ochrany životního prostředí:
  - nakládání s odpadem
  - opatření proti znečištění ovzduší
  - opatření proti nadměrné hlučnosti
  - podpora úspor energií

Z úrovně departementů mohou být přeneseny kompetence:
- školská doprava
- správa okresních silnic
- ekonomický rozvoj
- základní školství (s výjimkou oblastí v kompetenci státu)
- rozvoj turismu
- departementální muzea
- departementální sportovní zařízení

Z úrovně regionů mohou být přeneseny kompetence:
- ekonomický rozvoj
- lycea (s výjimkou oblastí v kompetenci státu)

Ze státní úrovně mohou být přeneseny kompetence týkající se velkých podniků a zařízení.

## Oblasti métropole
Podle studie o dopadu zákona o reformě územních společenství připadalo k 1. 1. 2009 do úvahy osm francouzských společenství, která mají přes 500 000 obyvatel a mohou se přetvořit v métropole:
1. Grand Lyon (57 obcí, 1 274 069 obyvatel)
2. Lille Métropole Communauté urbaine (85 obcí, 1 124 816 obyvatel)
3. Communauté urbaine Marseille Provence Métropole (18 obcí, 1 034 304 obyvatel)
4. Communauté urbaine de Bordeaux (28 obcí, 726 716 obyvatel)
5. Communauté urbaine de Toulouse Métropole (25 obcí, 661 535 obyvatel)
6. Nantes Métropole (24 obcí, 594 732 obyvatel)
7. Communauté urbaine Nice Côte d'Azur (24 obcí, 517 699 obyvatel) – první vzniklá métropole
8. Communauté urbaine de Strasbourg (28 obcí, 515 828 obyvatel)

S ohledem na demografický vývoj připadají do úvahy též společenství:
1. Communauté d'agglomération Rouen-Elbeuf-Austreberthe (71 obcí, 486 519 obyvatel)
2. Communauté d'agglomération Toulon Provence Méditerranée (11 obcí, 424 328 obyvatel)
3. Communauté d'agglomération Montpellier Agglomération (31 obcí, 413 187 obyvatel)
4. Communauté d'agglomération Rennes Métropole (38 obcí, 402 619 obyvatel)
5. Communauté d'agglomération Grenoble Alpes Métropole (26 obcí, 397 593 obyvatel)

Oblast Paříže má v rámci Francie specifické postavení, které je řešeno systémem Grand Paris.